# Torre de la Pólvora

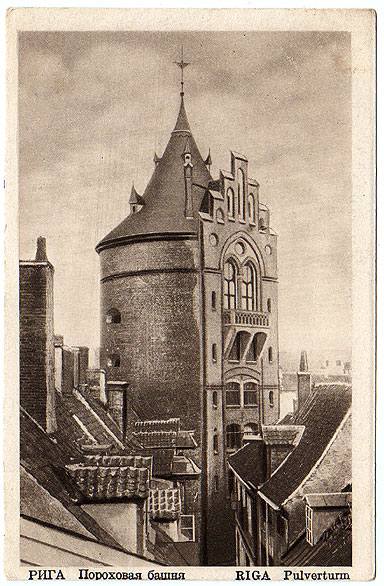
Aspecte de la torre a principis del segle XX

La Torre de la Pólvora (Pulvertornis en letó) està situada a Riga (Letònia) i originalment era part del sistema defensiu de la ciutat. Ha estat reconstruïda en diverses ocasions i des del segle xvii pren el nom actual a causa de la pólvora que s'hi emmagatzemava. El seu aspecte actual data de 1650.
Va ser reconstruïda entre 1937 i 1940 quan va ser incorporada a l'estructura del Museu de la Guerra de Letònia segons un disseny d'A. Galindoms. Té 25.6 metres de diàmetre.